# Newfoundland and Labrador Tankard 2015
Newfoundland and Labrador Tankard 2015, turniej wyłaniający mistrzów Nowej Fundlandii i Labradoru w curlingu. Odbył się między 6 a 7 lutego w Labrador City na lodowisku Carol Curling Club.
W tej edycji zawodów rywalizowały ze sobą tylko dwie drużyny, grały do trzech wygranych meczów. Zwycięzca, Brad Gushue, będzie reprezentował prowincję w Edmonton na Tim Hortons Brier 2015.

## Drużyny
| Czwarty      | Trzeci       | Drugi         | Otwierający     | Miasto (klub)                               |
| ------------ | ------------ | ------------- | --------------- | ------------------------------------------- |
| Brad Gushue  | Mark Nichols | Brett Gallant | Geoff Walker    | Saint John’s Bally Haly Golf & Curling Club |
| Gary Wensman | Mike Ryan    | Mike Brown    | Corey Hennessey | Labrador City Carol Curling Club            |

## Mecz 1.
6 lutego 2015; 14:30
| Drużyna | Drużyna      | 1 | 2 | 3 | 4 | 5 | 6 | 7 | 8 | 9 | 10 | Ogółem |
|         | Brad Gushue  | 2 | 2 | 3 | 2 | 0 | 1 | x | x | x | x  | 10     |
|         | Gary Wensman | 0 | 0 | 0 | 0 | 1 | 0 | x | x | x | x  | 1      |

## Mecz 2.
6 lutego 2015; 19:30
| Drużyna | Drużyna      | 1 | 2 | 3 | 4 | 5 | 6 | 7 | 8 | 9 | 10 | Ogółem |
|         | Gary Wensman | 0 | 2 | 0 | 0 | 1 | 0 | 0 | 1 | 0 | x  | 4      |
|         | Brad Gushue  | 2 | 0 | 0 | 2 | 0 | 2 | 2 | 0 | 1 | x  | 9      |

## Mecz 3.
7 lutego 2015; 9:30
| Drużyna | Drużyna      | 1 | 2 | 3 | 4 | 5 | 6 | 7 | 8 | 9 | 10 | Ogółem |
|         | Brad Gushue  | 1 | 0 | 0 | 2 | 0 | 2 | 1 | 2 | 0 | x  | 8      |
|         | Gary Wensman | 0 | 1 | 2 | 0 | 2 | 0 | 0 | 0 | 1 | x  | 6      |

## Klasyfikacja końcowa
| # | Drużyna      | W | P |
| - | ------------ | - | - |
| 1 | Brad Gushue  | 3 | 0 |
| 2 | Gary Wensman | 0 | 3 |